# Karoesel Bosco-sport
Karoesel Bosco-sport (Russisch: Карусель Боско-спорт) is een Russische softbalvereniging uit Toetsjkovo, oblast Moskou.

## Geschiedenis
De vereniging werd opgericht op 4 maart 1990 toen een groep enthousiaste damessoftballers die pas waren afgestudeerd aan de regionale academie voor lichamelijke opvoeding Vjatsjeslav Smagin de club begonnen. In 1993 debuteerde de vereniging in de landelijke officiële competities met een volwassen damesteam en diverse jeugdteams.

## Successen
In 1993 werd meteen de derde plaats behaald in de landelijke hoofdklasse dames en werd ook de Russische beker gewonnen. In 1994 volgde het eerste landskampioenschap. Hierna zou de club onafgebroken de Russische titel blijven behalen. Hierdoor vertegenwoordigt het team dan automatisch Rusland als Russisch nationaal damessoftbalteam Rusland conform de regels van de Russische bond tijdens de Europese en Wereldkampioenschappen en andere internationale toernooien voor landenteams. In 2006 kwam de Amerikaanse werper Erin Horn uit voor het team. De Nederlander André Prins was een aantal jaren de hoofdcoach van het team. Op 23 augustus 2009 doorbrak de club de hegemonie van de Italiaanse en Nederlandse damesclubteams door voor het eerst in de geschiedenis de finale te behalen in de Europa Cup I voor landskampioenen te Italië. Hierin werd verloren van het Oostenrijkse Sharx. De club heeft als sponsor het Russische sportkledingmerk Bosco en de hoofdcoach in 2009 is Armando Aguiar Gil. Het eerste jeugdteam komt sinds een aantal jaren uit in de internationale Little League softbal en was herhaald winnaar van de Europese zone ervan en deed mee aan de finale in de Verenigde Staten.

## Palmares
- Kampioen van Rusland: 1994, 1995, 1996, 1997, 1998, 1999, 2000, 2001, 2002, 2003, 2004, 2005, 2006, 2007, 2008, 2009.
- Winnaars Russische Beker: 1993, 1999, 2002, 2006
- Europese kampioenschappen voor landskampioenen (Europa Cup I): 1994 (5e), 1997 (4e); 1998 (5e); 2000 (brons); 2001 (6e); 2003 (zilver); 2004 (4e) 2005 (zilver); 2007 (5e); 2009 (zilver)
- Europese kampioenschappen voor bekerwinnaars (Europa Cup II): 1995 (goud); 1996 (goud); 1999 (4e); 2006 (goud)